# Скомово
Скомово — село Осановецкого сельского поселения в Гаврилово-Посадском районе Ивановской области России.

## География
Село расположено в 10 км на северо-запад от центра поселения села Осановец и в 14 км на северо-запад от райцентра — города Гаврилов Посад.

## История
Скомово в первый раз упоминается в письменных документах XV столетия. Так князь Юрий Васильевич (родной брат Великого князя Ивана Васильевича) в своем духовном завещании, написанном в 1472 году, пожаловал «сельцо Скомовское» младшему своему брату князю Андрею Васильевичу. В патриарших книгах 1648 года Скомово показано государевым дворцовым имением и записано приселком села Турабьева. Существующая в селе каменная церковь с колокольней и оградою построена на средства прихожан в 1822 году. Престлов в ней три: в холодной — во имя святого Дмитрия Солунского и в теплых приделах: в честь Казанской иконы Божьей Матери и во имя Предтечи и Крестителя Господня Иоанна. В 1893 году приход состоял из  села и деревни Ратково, дворов в приходе 141, мужчин — 443, женщин — 505. С 1875 года в селе существовало земское народное училище.
В конце XIX — начале XX века село входило в состав Паршинской волости Юрьевского уезда Владимирской губернии.
С 1929 года село являлось центром Скомовского сельсовета Гаврилово-Посадского района, с 1954 года — в составе Бережецкого сельсовета, с 1981 года — в составе Осановецкого сельсовета. 

## Население
| 1859 | 1897 | 1905 | 2010 |
| ---- | ---- | ---- | ---- |
| 573  | ↗598 | ↗745 | ↘186 |

## Достопримечательности
- Действующая церковь Димитрия Солунского (Казанской иконы Божией Матери), памятник позднего классицизма (1822)[7][8]
- Танк Т-62. Мемориал конструктора танков Л.Н. Карцева
- Мемориал первого генерального директора Московского платочного объединения М.С. Якимова
- Музей сельского космизма "Музей Музеич"

## Выдающиеся личности в истории села
- Карцев Леонид Николаевич (1922-2013) — конструктор отечественной бронетанковой техники, главный конструктор танкового КБ УВЗ (1953-1969), главный конструктор танка Т-62, генерал-майор-инженер, лауреат Государственной премии СССР, Почетный гражданин Гаврилово-Посадского района
- Маслов Павел Николаевич (1924-2005) — советский военный педагог, полковник, участник Арабо-Израильской войны, командующий танковой бригадой сирийской армии, военный советник в Сирии, создатель первого военного училища в республике Лаос.
- Сивухин Дмитрий Васильевич (1914-1988) — советский физик, автор широко известного «Общего курса физики». Кандидат физико-математических наук, профессор МФТИ, один из создателей водородной бомбы, лауреат Сталинской премии. Проживал в селе Скомово с 1914 до 1922 года.
- Якимов, Михаил Семенович (1911-1985) — первый генеральный директор Московского платочного объединения (г. Павловский Посад), Почетный гражданин Павлово-Посадского района.